# Анновка (Сумская область)
Анновка (укр. Ганнівка) — село,
Косовщинский сельский совет,
Сумский район,
Сумская область,
Украина.
В 1970-х годах село Анновка было присоединено к городу Сумы.

## Географическое положение
Анновка расположена на реке Попадька в среднем её течении,
выше по течению на расстоянии в 1 км расположено село Загорское (Сумский городской совет),
ниже по течению примыкает к городу Сумы.
Рядом проходят автомобильные дороги Р-44 и Р-61.

## История

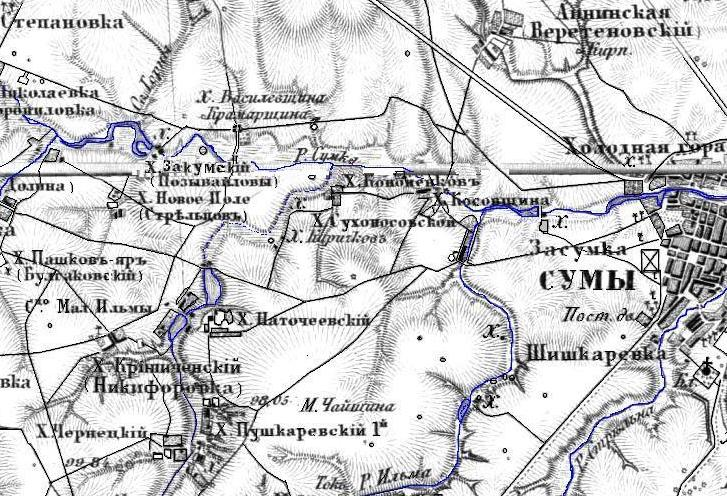
Аннинская на карте XIX века.

Анновка (Аннинская или посёлок Веретеновский) известна как отдельное село по меньшей мере с середины XIX в. В 1864 году деревня насчитывала 20 дворов и 58 жителей. В Анновке работал винокуренный завод. Административно входила в состав Сумского уезда.
В своём имении Анненском последние жил и умер друг Гоголя А. С. Данилевский.
До 1970-х гг. Анновка входила в состав Косовщинского сельсовета, а затем была присоединена к г. Сумы.
В 1970—1981 гг. в Анновке работал овоще-молочный совхоз «Ганнивский» Сумского областного специализированного треста плодовоягодных и мясо-молочных совхозов.
В настоящее время Анновка — это жилой массив в северной части города Сумы.